# 3103 Eger
A 3103 Eger kisbolygó a színképe és pályájának naptávoli pontja alapján a Hungaria kisbolygók közé is tartozó, de az Apollo kisbolygókhoz hasonlóan napközelpontján a Föld pályáját is megközelítő kisbolygók egyike.

## Fölfedezése
1982-ben fedezte fel egy magyar csillagász, Lovas Miklós. Nevét Eger városáról kapta.

## Pályája
Az Eger földsúroló kisbolygó, a Földet megközelítő Apollo típusú kisbolygók közé tartozik. Pályájának félnagytengelye azonban kinyúlik a Hungaria típusú kisbolygók 2 csillagászati egységnyi távolságára. Pályájának naptávolsága, – mint a színképe is – mutatja a Hungaria típusú kisbolygókkal való kapcsolatát. Minden öt évben jut nagyobb földközelségbe. A legutóbbi ilyen esemény 2016-ban volt, a következő 2021-ben következik be.

## Színképe, összetétele
Ahogyan a Hungaria kisbolygók színképe, úgy az Eger színképe is egyenletesen emelkedő görbe a látható tartományban. Az Eger is a legjobb visszaverő-képességű kisbolygók közé tartozik. A ráeső napfénynek 30 százalékát veri vissza.
Az Eger és a Hungaria kisbolygók színképtípusa E. Ez a színkép az ensztatitos kondritok és az ensztatitos akondritok – az aubritok – színképéhez hasonló. Ma úgy tekintik, hogy az Eger a második olyan kisbolygó, amelynek az anyagáról erősen valószínűsítik, hogy ismert az anyaga. (Korábban ezt csak a 4 Vesta kisbolygóról gondolták). Ez a kőzetminta típus az aubritoké, az említtetett ensztatit akondritos meteorité.

## Egy érdekesség
Amikor a németországi, nördlingeni becsapódási kráter anyagát elemezték, azt találták, hogy a nyomelemek alapján egy E típusú kondritos, vagy akondritos égitest becsapódása hozhatta létre a 25 kilométer átmérőjű Ries-krátert.